# Kairosz
A kairosz (καιρός) egy ősi görög szó, ami 
’megfelelő, helyes, alkalmas pillanat’-ot jelent. 
Az ógörögök szóhasználatukban megkülönböztették az események egymás utáni történésének leírására szolgáló „folyó” időt, amit kronosznak (Χρόνος) hívtak, és az események közötti azon meghatározatlan időpillanatot, amikor valami különleges történik, amit kairosznak neveznek. Hogy mi ez a különös valami, az nyilván a szó használójától függ. Míg a kronosz természetszerűen egy mennyiség, addig a kairoszt egyfajta minőségnek tekinthetjük.

## Akairoszaz ókorban
A késő római–görög mozaikokon Kronoszt egy hosszú fehér szakállú, öreg, bölcs emberként ábrázolták, aki a zodiákuskereket forgatja. Ezt a figurát gyakran Aeonnak is hívták, ami görögül ’örök idő’-t jelent. 
Kairosz ezzel szemben az ábrázolásokon egy meztelenül futó fiatalember, szárnyakkal a lábán (néha a hátán), homlokán előrenyúló göndör hajjal és hátul kopasz fejjel. A Sikyonból származó híres görög szobrász Lüszipposz allegorikus szobrán Poszeidipposz verse olvasható:

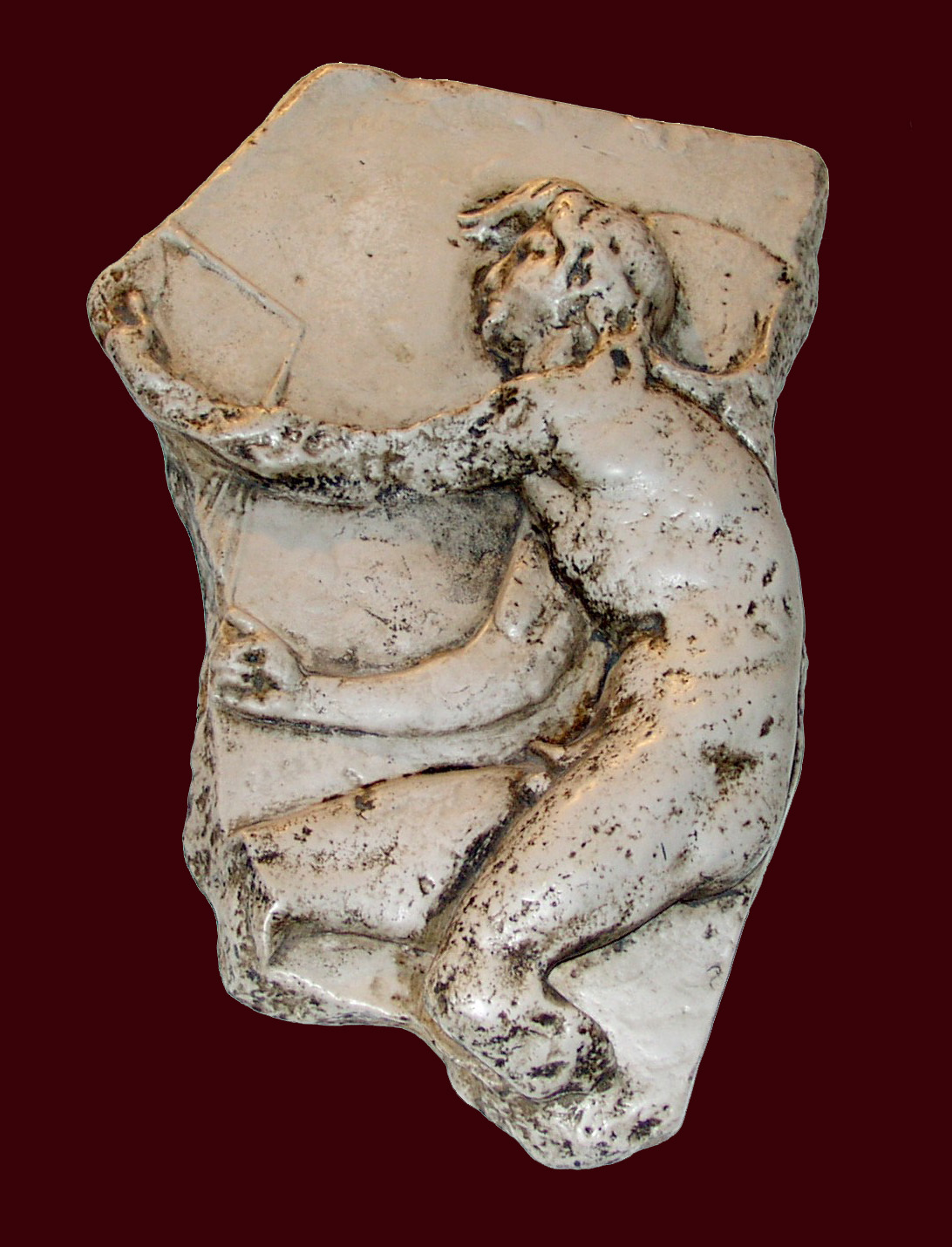
Kairos-Relief von Lysippos, Kopie in Trogir

Honnan és kitől származol? Sikyonból.

És a(z alkotód) neve? Lysippos.

És ki vagy te? Az idő, aki mindent lehagy.

Miért állsz lábujjhegyen? Én örök futó vagyok.

És miért vannak szárnyak a lábaidon? A széllel repülök.

És miért tartasz borotvát a jobb kezedben? Jelként az embereknek, hogy minden élnél élesebb vagyok.

És miért lóg hajad az arcodba? Hogy a velem találkozó megragadhasson.

És az Ég nevében, miért kopasz a fejed hátul? Mert senki, akit egyszer lehagytam, nem foghat meg hátulról, akármilyen fájdalmasan szeretne is.

Miért formált meg téged a művész? A te kedvedért, idegen, és tanulságként állított engem ide.

## Akairosza modern korban
A teológiában a kairosz szó az idő minőségi formájára utal. E. C. White a Kaironomia című művében azt írja, hogy a kairosz az a múló pillanat, mikor egy nyílás tűnik fel, melyen akár erővel is át kell nyomulnunk, ha sikert akarunk elérni. Az Új Szövetségben, mint azt Márk 1:15-ben is láthatjuk, kairosz „az Isten céljára kijelölt időpont”-ot jelent, melyben Isten végez. Ez az idő általános használatától jelentősen eltérő fogalom.
A keleti ortodox és a keleti katolikus egyházakban az istentisztelet előtt a diakónus a paphoz szól fennhangon: Kairos tou poiesai to Kyrio (’Ideje, hogy szolgáljunk az Úrnak!’), azt jelezve, hogy az istentisztelet az Örökkélévővel való érintkezés pillanata.
A történelem értelmezése című művében a neoortodox lutheránus teológus, Paul Tillich sok gondot fordít a kairosz fogalmára. Számára a kairosz a történelem olyan krízishelyzete, mely az emberi alany számára egy egzisztencialista döntési helyzetet teremt, jobban mondva követel. Ilyen pillanat volt az emberiség történelmében Krisztus eljövetele is. 
Kisebb mértékű, de hasonló értelmű volt Karl Barth 1934-es Barmer Erklärungja is, melyben a protestáns egyház nevében elutasította a Harmadik Birodalom náci ideológiájának a német kereszténységre való erőltetését. Nyomatékosan hangsúlyozta, hogy az egyháznak Jézus Krisztus Istenéhez való elkötelezettsége szolgáltat szükséges erőt a „más urak” – mint a Führer – hatásának való ellenálláshoz. Kirchliche Dogmatik című életművében következetesen megkülönböztette a kétfajta időt 'Geschichte' (mint kairosz) és 'Historie' (mint kronosz).
Másik példaként említhető a Petőfi Sándor Nemzeti dala: „Itt az idő, most vagy soha!” is, de az ún. Kairos Document (1985) is, melyben a dél-afrikai fekete hittudósok az egyháznak az Apartheidhez (elkülönülés) való viszonyulása ellen tiltakozik. Az általa kiváltott világméretű, fűtött viták azután más országok és viszonyok meghatározó pillanataiban létrehozott kritikus írások feltűnéséhez vezettek, például Latin-Amerikában, Európában, Zimbabwében, Indiában stb. is.

### Az angol Wikipédiából
- Kairosz
- Keresztény egzisztencializmus
- Kairos Document
- Karl Barth